# Robert Uhrig
Robert Uhrig (né le 8 mars 1903 à Leipzig, mort le 21 août 1944 à Brandebourg-sur-la-Havel) est un communiste résistant au nazisme.

## Biographie
Outilleur de formation, Robert Uhrig est membre du Parti communiste d'Allemagne depuis 1920. Il travaille à l'usine Osram à Berlin-Moabit. Il est arrêté en 1934 par la Gestapo et emprisonné jusqu'en 1936 à Luckau. Dès sa libération, il reprend une activité clandestine et en 1938 il dirige des groupes de résistance dans plus de 20 usines de Berlin.
Ernst Knaack, Paul Schultz-Liebisch et Charlotte Eisenblätter font partie de son groupe.
En février 1942 Robert Uhrig est arrêté en même temps que 200 autres membres du groupe et déporté à Sachsenhausen. Le 7 juin 1944 le Volksgerichtshof le condamne à mort. Robert Uhrig est exécuté par décapitation le 21 août 1944.